# ويلهلمين كي
ويلهيلمين «ميني» ماري إنتيمان كي (22 فبراير، 1872- 31 يناير، 1955) هي عالمة وراثيات أمريكية. كانت أول امرأة تحصل على درجة الدكتوراه في علم الحيوان من جامعة شيكاغو، حيث درست التلون في دبابير الورق. ساهمت في دراسة علم تحسين النسل وكانت معلمة مؤثرة في سيوال رايت.

## نشأتها وتعليمها
ولدت كي في هارتفورد، ويسكونسن، في عام 1872. كانت الطفلة الرابعة لكاثرين إي نولر وتشارلز جون إنتيمان. درست في طفولتها الدبابير. التحقت في سن ال 16 بجامعة ويسكونسن ماديسون. أثناء وجودها هناك، ساعدت إدوارد أساهيل بيرج في دراسته لبحيرة ميندوتا. أصبحت في سنتها الثانية، نائبة رئيس الصف الثانية.
في وقت لاحق من حياتها المهنية الجامعية، انضمت إلى جمعية الشرف فاي بيتا كابا. حصلت على درجة بكالوريوس في الآداب من جامعة ويسكونسن. التحقت بجامعة شيكاغو بدعم من منحة جامعية. عندما كانت في سن البلوغ، حافظت على اهتمام طفولتها بدراسة الدبابير، وحتى أنها احتفظت ببعضها كحيوانات أليفة. عندما كانت تحت إشراف تشارلز دافنبورت وتشارلز أوتيس ويتمان، درست التنوع في تلون دبابير الورق. حصلت على مرتبة الشرف اللاتينية ماغنا بامتياز عن عمل أطروحتها. كانت أول امرأة تحصل على درجة الدكتوراه في علم الحيوان من جامعة شيكاغو.

## المسيرة المهنية الأكاديمية والبحث
عملت كي بعد حصولها على درجة بكالوريوس في الآداب، كمساعدة في اللغة الألمانية وعلم الأحياء في مدرسة غرين باي الثانوية منذ عام 1894 حتى عام 1898. التحقت بعدها بجامعة شيكاغو وحصلت على درجة الدكتوراه في علم الحيوان عام 1901. بقيت لفترة وجيزة في جامعة شيكاغو كمساعدة حتى عام 1902. بعد ذلك، أصبحت رئيسة قسم دراسة اللغة الألمانية والطبيعة في جامعة نيو مكسيكو نورمال منذ عام 1903 حتى عام 1904. بعد أن عاشت في كاليفورنيا لمدة ثلاث سنوات، أصبحت معلمة رئيسة في كلية بلمونت منذ عام 1907 حتى عام 1909. بعد ذلك أصبحت أستاذة للغة الألمانية وعلم الأحياء في كلية لومبارد منذ عام 1909 حتى عام 1912 حيث أشرفت على سيوال رايت.  استمروا في المراسلات طوال حياتهم.
عملت كي منذ عام 1912 حتى عام 1914، كعاملة ميدانية في تحسين النسل في مكتب تسجيل تحسين النسل. بعد ذلك، عملت لفترة وجيزة كباحثة في جمعية الجمعيات الخيرية العامة في ولاية بنسلفانيا. شغلت منذ عام 1914 إلى عام 1917، منصب مديرة تعليم في مدرسة تدريب ولاية بنسلفانيا في بولك. كجزء من منصبها، ألقت محاضرة عن الضعف العقلي. أكملت أيضًأ عملها الأساسي «المواطنون ذوو الضعف العقلي في ولاية بنسلفانيا»، والذي تم استخدامه لاقتراح الاعتماد المالي من المجلس التشريعي لولاية بنسلفانيا لعزل النساء ذوات الضعف العقلي عن السكان لمنع انتشار ضعف العقل.
في وقت لاحق، عملت كي أمينة أرشيف لمدة ثلاث سنوات. شغلت منصب رئيسة أبحاث علم الأحياء وتحسين النسل في مؤسسة تحسين العرق منذ عام 1920 حتى عام 1925. ألقت، أثناء عملها هناك، محاضرات شملت مواضيع «اللياقة البدنية البشرية والموروثة» و«التأثير المقارن على الوراثة الفردية والبيئة»، «الوراثة والشخصية»، «هل نحن أفضل من أجدادنا؟»، «أصدقائنا، الأشجار»، و«الوراثة وعلم تحسين النسل». تحدثت في نادي باتل كريك غاردن عن أهمية الأشجار.
ألقت كي، خارج إطار العمل، خطابات لمأدبة الغداء المساعدة ورابطة المرأة المحلية حول موضوع «هل آباء وأمهات اليوم متساوون مع آباء وأمهات الأمس؟» وأخيرًا، عملت كباحثة خاصة منذ عام 1925 حتى وفاتها في عام 1955. أمضت بعض وقتها في المجلس الاستشاري لمركز فنون جديد في فلوريدا بنته مؤسسة تاريخ المرأة.

## حياتها الشخصية
تزوجت كي من الرسام الكاريكاتير فرانسيس بروت كي. تزوجا في لوس أنجلوس في كنيسة الملائكة في 23 يونيو 1906. بعد فترة وجيزة من زواجهما، توفي زوج كي بمرض السل في 2 ديسمبر 1906.

## الحياة اللاحقة والإرث
توفيت كي بسبب نزيف دماغي في 31 يناير 1955، أثناء زيارتها لرؤية العائلة في إيفريت، واشنطن. دفنت في مقبرة قرية هارتلاند في هارتلاند، ويسكونسن. ورّثت غالبية ممتلكاتها لتمويل سلسلة محاضرات لعلم الوراثة البشرية في الجمعية الوراثية الأمريكية التي تحمل اسمها. ذهب الجزء المتبقي إلى جامعة ويسكونسن ماديسون لتمويل المنح الدراسية للبحث.